# Авирон
Авирон (фр. Aviron) насеље је и општина у северној Француској у региону Горња Нормандија, у департману Ер која припада префектури Евре.
По подацима из 2011. године у општини је живело 1.106 становника, а густина насељености је износила 151,09 становника/km². Општина се простире на површини од 7,32 km². Налази се на средњој надморској висини од 133 метара (максималној 145 m, а минималној 95 m).

## Демографија
| 1962. | 1968. | 1975. | 1982. | 1990. | 1999. | 2011. |
| ----- | ----- | ----- | ----- | ----- | ----- | ----- |
| 175   | 279   | 454   | 675   | 1.136 | 1.185 | 1.106 |

График промене броја становника у току последњих година